# Régime de neutre
Le régime de neutre correspond au type liaison effectuée entre le neutre d'un réseau triphasé et la terre.

## Régime de neutre par opposition au schéma de liaison à la terre
La confusion entre les régimes de neutre et le schéma de liaison à la terre est courante alors que les schémas de liaison à la terre indiquent, en plus du « régime de neutre », le type de liaison entre les masses des appareils électriques d'une installation et la terre.

## Types
Il existe cinq régimes de neutre différents :
1. neutre isolé ou flottant (aucune connexion entre le neutre et la terre)[1] ;
2. mise à la terre par résistance. Dans le cas où il n'existe pas de point neutre accessible (enroulement du transformateur en triangle), on peut utiliser un point neutre artificiel[1] ;
3. mise à la terre par réactance faible (mise à la terre des perturbations très rapides, par ex. : foudre)[1] ;
4. mise à la terre par réactance de compensation[1],[2], pour atténuer l'effet capacitif des lignes HT ;
5. mise à la terre directe (non utilisé sur les réseaux européens de distribution en HTA)[1],[3].